# Anastrophella
Anastrophella là một chi của nấm thuộc Marasmiaceae.

## Các loài
- A. macrospora E. Horak & Desjardin 1994
- A. podocarpicola Issh. Tanaka
- A. subpeltata (Redhead) E. Horak & Desjardin 1994